# CRASH (FIELD OF VIEWの曲)
『CRASH』（クラッシュ）はFIELD OF VIEWの11thシングル。

## 解説
- AZUKI七（元GARNET CROW）の、作詞家としてのデビュー作である。
- 初のノンタイアップ曲。
- PVは2番の歌詞が省略されたバージョンである。
- 2020年5月時点、カップリング曲はアルバム未収録。
- コーラスは宇徳敬子。

## 収録曲
1. CRASH
作詞：AZUKI七　作曲：綿貫正顕　編曲：池田大介
2. Dreaming always
作詞：浅岡雄也　作曲：浅岡雄也・小田孝　編曲：FIELD OF VIEW・池田大介
3. CRASH（オリジナルカラオケ）

## 収録アルバム
- LOVELY JUBBLY (#1)
- FIELD OF VIEW BEST 〜fifteen colours〜 (#1)
- Memorial BEST 〜Gift of Melodies〜 (#1)
- complete of FIELD OF VIEW at the BEING studio (#1)
- FIELD OF VIEW BEST HITS (#1)